# SBB Re 4/4 IV sorozat
Az SBB Re 4/4 IV egy négytengelyes prototípus mozdony, melyet az SLM és a BBC gyártott az SBB részére. Napjainkban mind a négy mozdony 446-os sorozatként az SOB vasúttársaság tulajdonában van. A mozdonyok porszívó becenevüket a hangos levegő ventilálása után kapták, elterjedt nevük még szögletes alakjuk miatt a konténer.

## Történetük
Az 1970-es években átértékelte a nagysebességű vasúti szállításának terveit az SBB. Ennek a vizsgálatnak eredménye a Rail 2000 nevű projekt lett, melyben az infrastruktúra és járművek vizsgálatát követően megállapították, hogy Svájcban legfeljebb 200 km/h az a sebesség, ami még gazdaságilag és földrajzilag reális választás.
Akkoriban az SBB Re 4/4 II túl nehéz volt erre a célra, a benne alkalmazott technológia nagyobb teljesítmény elérését nem tette lehetővé. Az akkor történt változtatások az Re 4/4 III esetében is a sebesség rovására történtek. Ezeknek a problémák megoldására a félvezető technológia tűnt a legalkalmasabbnak, ami azonban ekkor az 1974 óta üzemelő prototípus RABDe 8/16 motorvonatban volt kísérletezésre beépítve, de még rengeteg gondot okozott.

## Építése, szerkezete, technológia, tapasztalatok
Az SLM és a BBC által gyártott prototípus mozdonyok sajnos az elődjüktől az RABDe 8/16-tól nemcsak technológiai alapjaikat, hanem gyenge üzemkészségüket is örökölték. Ahhoz, hogy tengelyterhelésük a kitűzött 20 tonna alatt legyen vontatómotorjaikat könnyített szerkezetű acélból kellett építeni. Az előd RABDe 8/16-hoz hasonlóan a félvezető egyenirányítók táplálják a hullámos egyenáramú vonatómotorokat (MÁV V63 sor.). Mivel prototípusok mozdonynak épültek ezért két-két mozdony külön az SLM és a BBC gyárában készült, hogy a két gyártó más-más technológiáját össze lehessen hasonlítani. Az alkalmazott technológia lehetővé tette a mozdonyok maximális 160 km/h sebességét és teljesítményük 5050 kW lehetett.
Az SBB 1982 áprilisában vehette át az első (10101) mozdonyt az utolsó negyediket pedig még azon év nyarán állíthatta futópróbáinak sora elé a svájci vasúttársaság. 1983 tavaszán a 10104 számú mozdony állíthatta be a sorozat sebességrekordját a  Heitersberg alagúton mivel a 160 km/h engedélyezett sebességhez szükség volt a 175 km/h elérésére. Az SBB ebben az időben tesztelte új színterveit is, ezért mind a négy mozdony különböző festési variánssal érkezett az SBB-hez. A 10101 vörös vezetőállással és sötétszürke géptérrel érkezett, a 10102 ugyanígy vörös vezetőállással, de világosabb szürke géptérrel érkezett. A 10103 teljesen vörösre festve érkezett oldalán egy SBB túlméretezett logóval. A 10104 is teljesen vörösre festve érkezett de oldalán az SBB logó akkora volt rajta mint a 10101-en és a 10102-n.
A mozdonyok fel vannak szerelve elektromos fékekkel, melyek azonban csak egyszerű ellenállás-fékek mivel 1982-ben nem volt megengedhető a korszerű rekuperációs (visszatápláló) fékezés a tirisztoros (félvezető) mozdonyok esetében. Kiderült az is, hogy ezen intézkedések nem voltak teljesen alaptalanok, mivel a tirisztoros mozdonyok működésük során károsan befolyásolják a felsővezeték frekvenciáját -ezekben un felharmónikusokat (kb300-500 hz) keltenek- melyekkel "szennyezik" a felsővezeték periódusát (A német villamosítási rendszerekben az kulcsfontosságú problémához vezetett, mivel ezekben az un csökkentett frekvencia miatt lehetett egyenirányító nélküli kommutátoros egyenáramú vontatómotorokat használni váltakozó áram táplálással, melyek a frekvencia növekedésével káros kefeszikrázásokat idéztek elő a hagyományos táplálású mozdonyoknál) és befolyásolták a biztosító- és jelzőberendezéseket is.
Annak ellenére, hogy a kezdeti nehézségeket 1985-re sikerült leküzdeni a sorozatgyártás nem indulhatott meg. Egyrészt az 1990-re tervezett Zürichi S-bahn (S-Bahn Zurichbe) indítása, másrészt az átmeneti visszaesés a személyszállításban, az új vonalak építésének halasztása az új járművek megérkezéséig vezettek a sorozatgyártás elmaradásához. Az SLM és a BBC számára az is nyilvánvalóvá vált, hogy a nagy sebességű legalább 200 km/h sebességre képes mozdony gyártására további fejlesztésekre van szükség, mely az Re460 mozdonyban valósult meg a későbbiekben, melyre kezdetben az Re 4/4 VI  megjelölést használták.